# Мраово Поље
Мраово Поље је насељено мјесто у општини Костајница, Република Српска, БиХ. Према попису становништва из 1991. у насељу је живјело 49 становника.

## Географија
Мраово Поље је једно од мањих насеља општине Костајница. Са селом Мракодол чини микрорегију долина Стригове. Подручје је брежуљкасто-брдског карактера са плодним долинским проширењима, као што је случај са насељем Мраово Поље. То га чини погодним за ратарство, а због свог положаја је погодно и за воћарство.

## Физиономија насеља
Насеље је руралног и расутог типа, те је веома слично осталим селима Горњег платоа општине Костајница. До самог насеља се може доћи локалним путем једино преко села Мракодол, те је тиме лоше повезано локалном путном мрежом са осталим дијеловима општине. Удаљеност Мраовог Поља од центра општине креће се у распону од 12,5 km.

## Пољопривреда
Мраово Поље је веома погодно за бављење пољопривредном производњом, јер поред и релативно квалитетног тла, подручје је богато изворима воде. Ратарска производња се огледа у производњи кукуруза и пшенице, а воћарска у производњи јабуке. Доминантно је и сточарство (говедарство и овчарство) као комплементарна активност ратарству.

## Становништво
Према попису становништва из 1991. године, мјесто је имало 49 становника.
| Демографија | Демографија | Демографија |
| Година      | Становника  | Становника  |
| ----------- | ----------- | ----------- |
| 1948.       | 120         |             |
| 1953.       | 108         |             |
| 1961.       | 126         |             |
| 1971.       | 105         |             |
| 1981.       | 67          |             |
| 1991.       | 49          |             |